# Província de Awa (Chiba)
Awa (安房国, Awa no Kuni) foi uma antiga província do Japão que hoje é parte da prefeitura de Chiba. Awa fazia fronteira com a Província de Kazusa. localiza-se na ponta da Península de Bōsō (房総半島), cujo nome recebe o primeiro kanji de Awa e o segundo das províncias de Kazusa e Shimousa.

Mapa das províncias japonesas (1868) com a província de Awa em destaque

Estabelecida em 718, da divisão de Kazusa, era composta por quatro distritos: Asai, Awa, Heguri e Nagasa. A capital ficava no distrito de Heguri. Apesar do lugar nunca ter sido descoberto, acredita-se que estivesse próximo a Miyoshi.

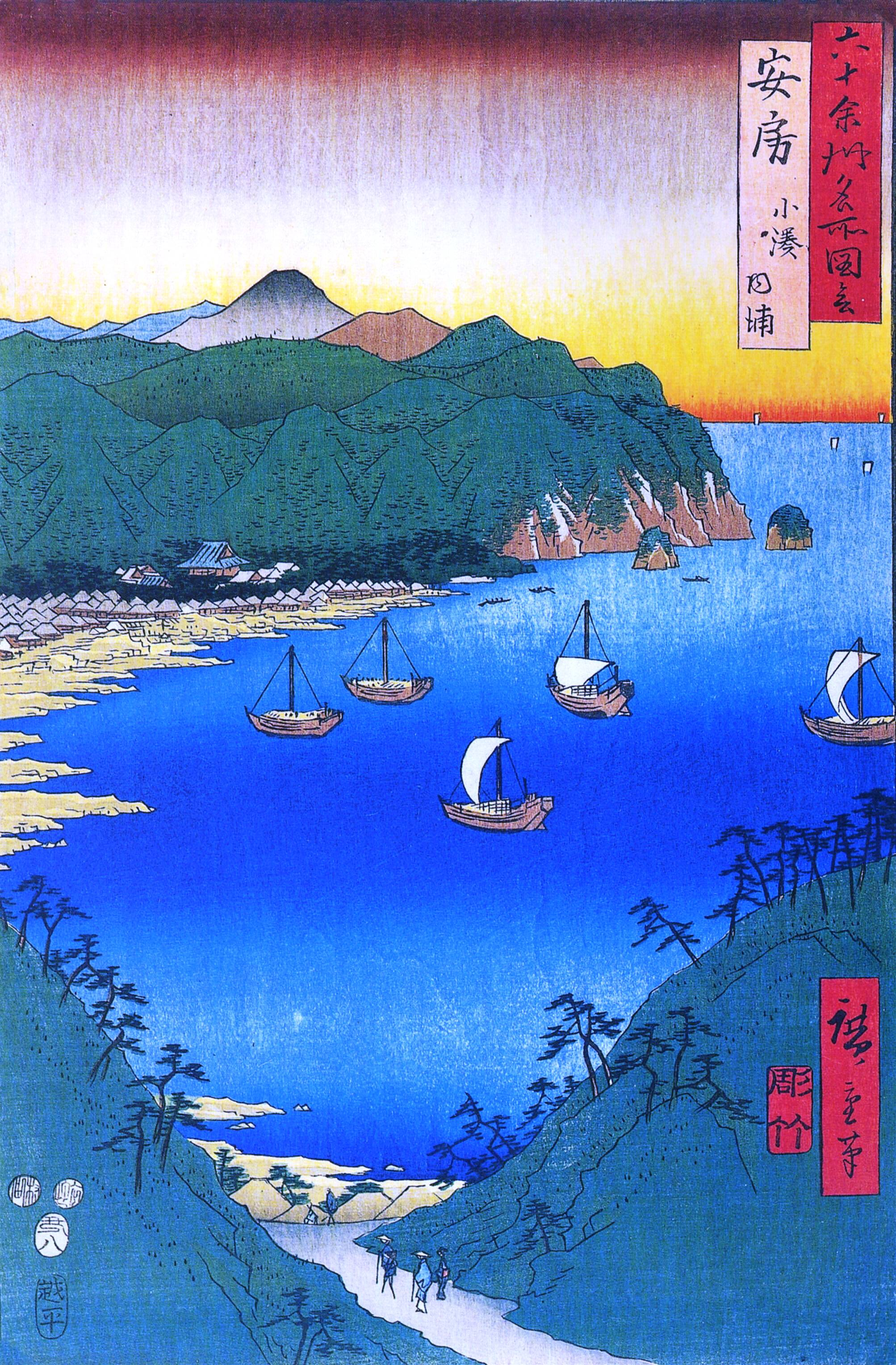
Ukiyo-e de Hiroshige representando um porto em Awa -- especificamente, a vila de Kominato

## História
Awa foi originalmente um dos quatro distritos da Província de Kazusa. Era bem conhecido da corte imperial  do Período Nara por seus abundantes frutos do mar, e é mencionado nos Registros de Nara da época como um dos primeiros fornecedores de peixe para a Corte  na época do reinado do semi-legendário do Imperador Keiko. Em 2 de Maio de 718 o Distrito de Awa foi elevado ao status de província. Em 10 de dezembro de 741, voltou a ser distrito de Kazusa, mas recuperou o seu estatuto de província em 757. A localização exata da capital da nova província não é conhecida, mas acredita-se ter sido em algum lugar dentro das fronteiras da moderna cidade de Minamiboso, Chiba , no entanto, seu templo Kokubun-ji foi localizado no que hoje é a cidade de Tateyama, Chiba assim como o o Ichinomiya (Santuário de Awa) da província.
Durante o Período Heian , a província foi dividida em numerosos Shoens controlado por clãs de samurais locais. Esses clãs lutaram ao lado de Minamoto no Yoritomo nas Guerras Genpei. A história da província no Período Kamakura é incerto, mas estava sob o controle do Clã Yuki e do Clã Uesugi no início do Período Muromachi. Já no Período Sengoku , o Clã Satomi assumiu o controle de grande parte das Províncias de Awa, Kōzuke e Shimōsa. Os Satomi lutaram ao lado de Tokugawa Ieyasu na Batalha de Sekigahara, mas depois foram implicado nas intrigas políticas de Ōkubo Tadachika em 1614, foram obrigados a entregar seus domínios e se mudarem para o Domínio de Kurayoshi na Província de Hōki.  Awa se  tornou território tenryō administrado por vários hatamoto além de cinco pequenos domínios criados no Período Edo (três dos quais sobreviveram à Restauração Meiji), além de dois domínios criados no início do Período Meiji. A província inteira tinha uma renda avaliada de 95.736 koku.
Os vários domínios e território tenryō (sob o controle direto do Shogunato Tokugawa) foram transformados em províncias de curta duração em julho 1871 pela abolição do sistema han, e todo o território da Província de Awa passou a fazer parte da nova Província de Chiba em 15 de junho de 1873.

## Lista de distritos e vilas
- Distrito de Awa (安房郡)
- Distrito de Asai (朝夷郡)
- Distrito de Nagasa (長狭郡)
- Distrito de Heguri (平群郡)

## Domínios na Província de Awa
| Domínio                               | Daimyo  | Data      | Renda (koku) | Tipo  |
| ------------------------------------- | ------- | --------- | ------------ | ----- |
| Domínio de Nagao (長尾藩)             | Honda   | 1868-1871 | 40,000       | fudai |
| Domínio de Tōjō (東条藩)              | Saigo   | 1620-1693 | 10,000       | fudai |
| Domínio de Hanabusa (花房藩)          | Nishio  | 1871-1871 | 35,000       | fudai |
| Domínio de Tateyama (館山藩)          | Nishio  | 1781-1871 | 10,000       | fudai |
| Domínio de Hōjō (北条藩)              | Mizuno  | 1638-1827 | 15,000       | fudai |
| Domínio de Funagata (船形藩)          | Hiraoka | 1864-1868 | 10,000       | fudai |
| Domínio de Awa-Katsuyama (安房勝山藩) | Sakai   | 1590-1871 | 12,000       | fudai |
| Domínio de Awa-Saigusa (安房三枝藩)   | Saigusa | 1638-1639 | 15,000       | fudai |